# Ржавец (Добринский район)
Ржа́вец — деревня Петровского сельсовета Добринского района Липецкой области.
Населен в 1770-е годы на земле, проданной межевой канцелярией князю И. А. Гагарину.
Название — по ручью с желтоватой, ржавой водой.

## Население
| 2010 |
| ---- |
| 48   |